# Yosvany Veitía
Yosvany Veitía Soto est un boxeur cubain né le 12 mars 1992 à Villa Clara,.

## Carrière
Sa carrière amateur est dans un premier temps marquée par une médaille d'argent remportée aux jeux panaméricains de Guadalajara en 2011 dans la catégorie mi-mouches. Qualifié pour les jeux olympiques de Londres en 2012, il est éliminé dès le premier tour par Zou Shiming, futur vainqueur du tournoi. L'année suivante, il obtient la médaille de bronze lors des championnats du monde d'Almaty. En 2017, il devient champion du monde de boxe amateur à Hambourg dans la catégorie poids mouches.

## Palmarès

### Championnats du monde de boxe amateur
- Médaille de bronze en -49 kg en 2013 à Almaty, Kazakhstan
- Médaille d'or en -52 kg en 2017 à Hambourg, Allemagne

### Jeux panaméricains
- Médaille d'argent en -49 kg en 2011 à Guadalajara,  Mexique